# Vivacom

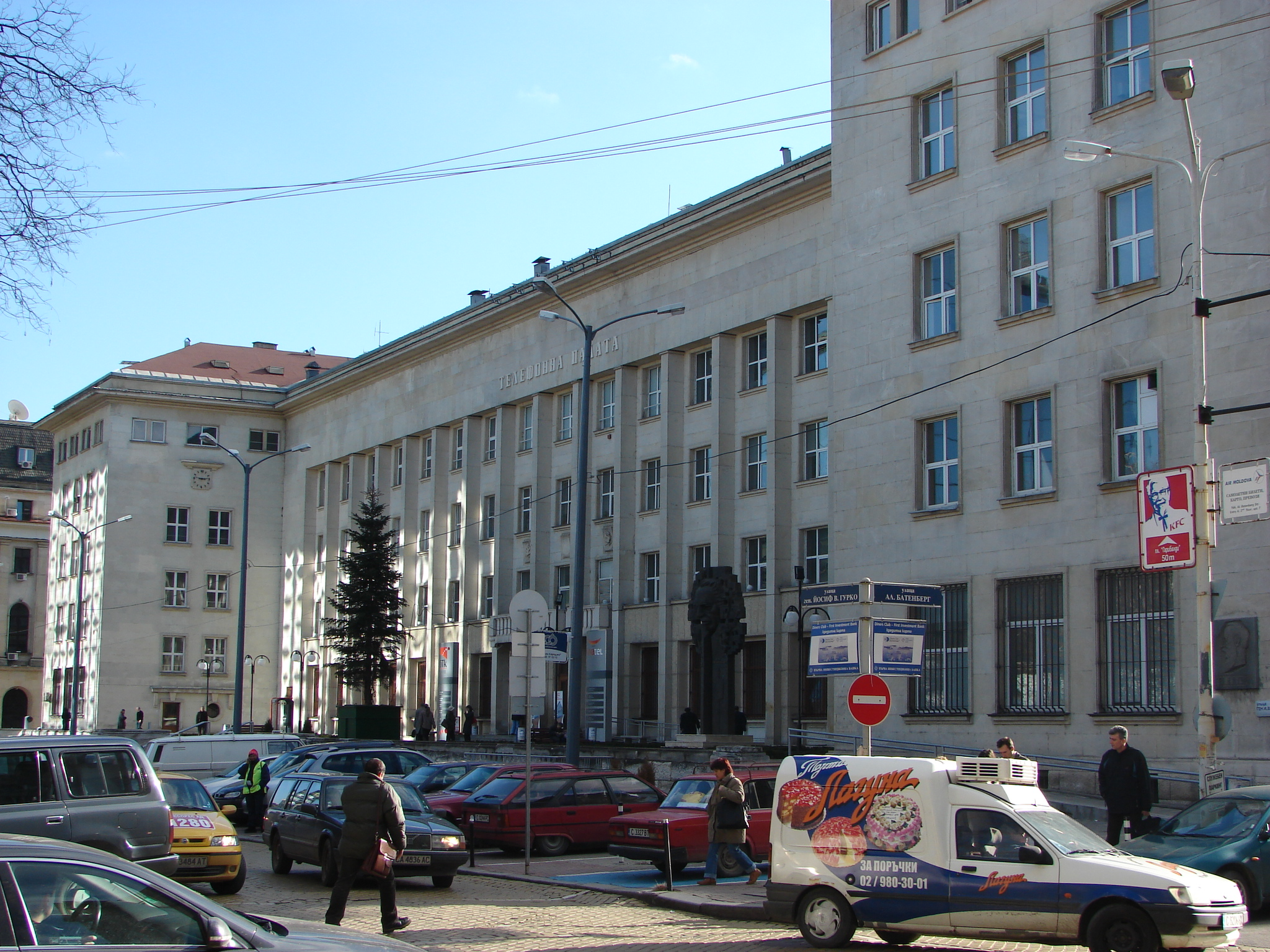
Palácio de telefone em Sofia, de propriedade da BTC

"Bulgarian Telecommunications Company" EAD encurtado BTC é o operador de telecomunicações da Bulgária, conhecido em 2016 com sua marca registrada Vivacom. De acordo com o CRC em 2013 a quota de BTC no mercado búlgaro, calculado com base no número de assinantes totalizou 22,1%, enquanto que o calculado com base na receita totalizou 21,3%. A partir de 2016 o seu principal proprietário Viva Telecom Bulgária EAD, mas russo Empreno Ventures Limited resultando propriedade litígio.

## História
Empresa búlgara Telecomunicações foi criada em 1992 como parte de uma divisão de longa data da empresa estatal "Mensagens búlgaros e Telecomunicações" em diferentes empresas.
- Em junho de 2004, o Governo búlgaro vendeu 65% do BTC para Viva Ventures Segurar, uma afiliada da US fundo de private equity Advent International, para € 280 milhões. Em janeiro de 2005, o Estado búlgaro faz oferta pública de ações restantes e 34,78% do capital social (2,869,573 ações) do búlgaro Stock Exchange - Sofia. Em maio de 2005 BTC foi concedida uma licença para construir um padrão de terceira geração de sistemas de telecomunicações UMTS móveis, Classe B (2x5 5 MHz). A licença é válida por 20 anos e a taxa de licença é de 42 milhões de lev. Por esta subsidiária propósito BTC Mobile.
- Em novembro de 2005 BTC Mobile lançou seus serviços móveis sob a marca "Vivatel" como o terceiro consecutivo operador móvel búlgaro Mobitel e depois Cosmo Bulgaria Mobile. Mais tarde, tornou-se o operador móvel que mais cresce no país.[2]
- Em agosto de 2007 a empresa foi vendida novamente. AIG Investments através de sua subsidiária AIG Capital Partners Inc. participação majoritária adquire no BTC por um preço total de € 1080 milhões (2112 mln.).[3]
- Em janeiro de 2009 BTC anunciou fusão com a sua subsidiária BTC Mobile (Vivatel) para melhorar a eficiência de gestão, otimização de custos, o crescimento seguro e sustentável e em setembro de 2009, a União tornou-se realidade sob uma nova marca - Vivacom.
- Em 2010, a empresa entrou em dificuldades financeiras e incapaz de pagar suas dívidas de mais de 1 bilhão de euros, mas as tentativas de encontrar um comprador em face da da Turquia Turkcell e Oger Telecom Dubai falhar.[4]
- Em novembro de 2012, um consórcio Viva Telecom Bulgária EAD adquire participação 93,99% no BTC após o regime geral de reestruturação da dívida aprovada por um tribunal de Londres a que estão ligados os credores ea transação é autorizada pela Comissão Europeia e outros autoridades reguladoras[4] Viva Telecom Bulgária EAD inclui VTB Capital, a divisão de investimentos do segundo maior banco da Rússia e parceiro local Tsvetan Vasilev. A distribuição de ações, de acordo com declarações da empresa para o terceiro trimestre de 2015 foi de 43,3% do Vassilev e 33,3% do VTB Capital.[5] especialistas locais acreditam que a compra de Vivacom está entre as operações mais complexas na Bulgária.[6]
- Em 2013, os acionistas desenhar novo empréstimo de VTB Bank 150 milhões de euros com vencimento em maio de 2015 e garantiu a posse de BTC. Em 2014, no entanto, ocorre falência da Corporate Bank Comercial e Vasilev deixou Bulgária. Portanto, 100% das ações da BTC são vendidos em um concurso aberto e competitivo iniciada por VTB Bank e realizada pela Ernst & Young com a participação dos principais concorrentes internacionais, incluindo empresas americanas. Após 20 rodadas de licitação, um consórcio de investidores financeiros liderada por Spas Rusev é declarado o vencedor e novo proprietário do BTC.[7] O consórcio incluía VTB Capital e Delta proprietário da empresa com Milen Velchev, CEO da VTB Capital PLC (subsidiária búlgaro do banco).[8] De acordo com círculos próximas ao negócio, VTB Bank é tanto o vendedor eo comprador e desde montante Mr. Rusev necessário.[5]